# Cherubini (libro)
Cherubini è il secondo libro scritto da Jovanotti (Lorenzo Cherubini). È stato pubblicato in edizione speciale limitata insieme al CD singolo Penso positivo ed è dedicato alla nonna di Jovanotti, Ada.

## Descrizione
Nell'introduzione l'autore afferma che il libro contiene "racconti, rime, riflessioni e fotografie". Esso include anche disegni, nonché i testi di Lorenzo 1994 e di alcune canzoni mai incise.
Le fotografie sono state scattate durante i suoi viaggi in Italia, Nepal, Stati Uniti d'America, Palestina, Cuba, Germania e Inghilterra.
Dal libro è stato tratto un sito web intitolato "Cherubini", nato da una telefonata in diretta televisiva tra Jovanotti e Alberto Rapisarda.